# Naintsch
Naintsch település Ausztriában, Stájerország tartományban, a Weizi járásban. 2015 óta Anger része. Tengerszint feletti magassága 1032 méter, területe 27,58 km². Lakosainak száma 596 fő. Naintsch Sankt Kathrein am Offenegg, Haslau bei Birkfeld, Koglhof, Baierdorf bei Anger, Anger, Feistritz bei Anger és Thannhausen településekkel határos.